# Hieracium adenophorum
Hieracium adenophorum es una especie de planta con flor del género Hieracium, de la familia Asteraceae, orden Asterales.

## Distribución
Hieracium adenophorum se distribuye por Francia y España.

## Taxonomía
Fue descrita científicamente por Scheele. Fue publicada en Linnaea 32: 682 (1864).